# Patrick Bouet
Pour les articles homonymes, voir Bouet.
Patrick Bouet, né le 18 août 1955 à Saumur, est un médecin français. Il était président du Conseil national de l'Ordre des médecins depuis le 27 juin 2013 et ce jusqu'au 22 juin 2022, soit près de 9 ans après son entrée en fonction comme président,  à présent, c'est le Dr François Arnault qui occupe ce poste. Il est le premier médecin généraliste à exercer cette fonction. Il est également le premier médecin généraliste à avoir été élu à l'Académie nationale de médecine, le 26 septembre 2017.

## Biographie

### Enfance et famille
Né sur les bords de la Loire à Saumur, Patrick Bouet grandit à Bondy en Seine-Saint-Denis. Très attaché depuis son enfance à ce département, Patrick Bouet y exerce en tant que médecin généraliste durant toute sa carrière et encore aujourd’hui. 
Son père était militaire dans la marine nationale, il a combattu lors de la Guerre d'Indochine. Sa mère était pupille de la Nation.
Son grand-père maternel a été déporté politique et est mort à Auschwitz en 1942 (Convoi des 45 000).
Patrick Bouet est marié et a deux enfants.

### Études
Après des études primaires et secondaires à Bondy, au lycée Jean Renoir, il s’inscrit à la faculté de médecine d’Angers en 1974. Il poursuit ses études à Paris de 1979 à 1983 à la Faculté de médecine Saint-Antoine. À partir de 1980, il devient FFI (faisant fonction d'interne) à l’hôpital du Raincy- Montfermeil (Seine-Saint-Denis), où il restera trois ans. 
Il reçoit en 1983 la médaille de bronze de thèse pour ses travaux de fin d’études à la faculté de Saint-Antoine. Il a suivi les cours du premier diplôme universitaire de gériatrie en 1984.

### Carrière professionnelle
En 1984, Patrick Bouet commence sa carrière de médecin généraliste au sein d’un cabinet de médecine générale à Villemomble en Seine-Saint-Denis. En parallèle, il occupe un poste de praticien attaché de gériatrie à l’hôpital Valère-Lefèbvre du Raincy et médecin au Centre médico-Social Marcel Hanra à Villemomble. Il exerce depuis maintenant plus de 30 ans dans cette ville.
Entre 1993 et 2000, il enseigne dans le département de médecine générale de la faculté Léonard-de-Vinci de Bobigny.
En 2008, il est qualifié spécialiste en médecine générale. 

### Carrière ordinale
Patrick Bouet devient conseiller départemental de l’Ordre des médecins de Seine-Saint-Denis en 1989. Il sera élu à la présidence de ce conseil départemental en 1995. 
En 2003, il quitte ses fonctions de président du conseil départemental et devient conseiller de l’Ordre national des médecins pour les départements de la Seine-Saint-Denis et du Val-d’Oise. Il occupe toujours aujourd’hui cette fonction mais il est élu uniquement par le département de la Seine-Saint-Denis depuis 2009.
En 2005, il devient secrétaire général adjoint du CNOM, il exercera cette fonction durant deux ans. 
Le 27 juin 2013, Patrick Bouet devient après son élection à la tête de l’Ordre national, le premier médecin généraliste à exercer cette fonction. Il succède à Michel Legmann.
En parallèle de son mandat, Patrick Bouet continue de consulter en cabinet de groupe en Seine-Saint-Denis.
Le 26 septembre 2017, il est élu membre correspondant dans la 4e division de l’Académie nationale de médecine, section santé publique. Il est le premier médecin généraliste à entrer dans cette institution.
Il quitte son poste le 22 juin.

### Engagements syndical
En 1983, Patrick Bouet s’inscrit au SNJMG (Syndicat national des jeunes médecins généralistes).
Il devient membre de la Fédération des médecins de France en 1984 et quatre ans plus tard, il est élu président départemental (Seine-Saint-Denis) de FMF-généraliste.
À partir de 1993, il préside le syndicat tri appartenant CSMF, FMF et SML Union 93 en Seine-Saint Denis. Il exercera cette fonction jusqu’en 1995.

### Engagement associatif
Patrick Bouet a été engagé dans la vie associative en tant que conseiller médical auprès d’associations et de structures humanitaires nationales.

### Carrière juridique
Patrick Bouet fut juge assesseur au tribunal des pensions de Bobigny de 1992 à 1994 puis juge assesseur au TASS de Bobigny de 1994 à 2000.

## Président de l’Ordre national des médecins
Élu en juin 2013 à la présidence du Conseil national de l'Ordre des médecins, il est « plutôt classé à gauche ». Dès sa prise de fonction, il a rappelé dans ses discours sa volonté de moderniser l’institution et de la replacer au cœur du débat de santé. 
Il a aussi affiché sa volonté de redonner toute la place aux médecins au cœur d’une société en perte de confiance.
Il a notamment évoqué ces objectifs en octobre 2014 à l’occasion du congrès du CNOM en présence de François Hollande et de Marisol Touraine. 
Entre 2014 et 2015, Patrick Bouet, au nom du CNOM, s’est exprimé à de nombreuses reprises sur le projet de loi santé, en alertant notamment sur le risque d’une médecine administrée et en proposant  plusieurs concertations et réécritures à Marisol Touraine,.
Dans le cadre du débat sur la proposition de loi Claeys-Leonetti sur la fin de vie, Patrick Bouet, au nom de l'Ordre des médecins, s'est opposé à la légalisation de l’euthanasie, en préconisant une sédation terminale profonde et continue,.
Le 2 mai 2018, Patrick Bouet rompt une nouvelle fois la tradition de réserve de son institution en publiant un livre intitulé « Santé : explosion programmée », dans lequel il tire la sonnette d’alarme sur l’état du système de santé français, et propose des solutions. Il appelle notamment à une réforme de la formation des médecins, à une meilleure coopération entre les professionnels de santé, à une nouvelle organisation du système hospitalier et à la construction de projets de santé dans les territoires,.

### Mise en cause
Le 22 décembre 2020, Didier Raoult porte plainte pour harcèlement contre Patrick Bouet.